# 日本搖滾樂
日本搖滾樂（日语： Nihon no Rokku */?），又稱為J-ROCK、邦樂搖滾（日语： Hougaku Rokku */?），是有日本本土特色的摇滚乐。日本搖滾樂初期由1960年代的美系和英系搖滾衍生，產生Group Sounds這一類別，其歌詞幾乎為英文。1970年代早期的民謠搖滾樂團Happy End為首支日語搖滾樂團。1980年代末至1990年代初，朋克搖滾樂團BOØWY和THE BLUE HEARTS、硬式搖滾/重金属樂團X JAPAN和B'z進入主流市場，引領了日本搖滾樂的發展。
B'z和Mr.Children等樂團為日本暢銷音樂團體之一。1990年代末期，富士搖滾音樂祭等搖滾音樂節開始於各地舉辦，單場參加人數曾逾20萬人，為日本最大的戶外音樂活動。2010年代後搖滾樂團數量呈現增長，並出現可愛金屬等類型的搖滾樂。

## 历史

### 1960年: 西方音乐改编

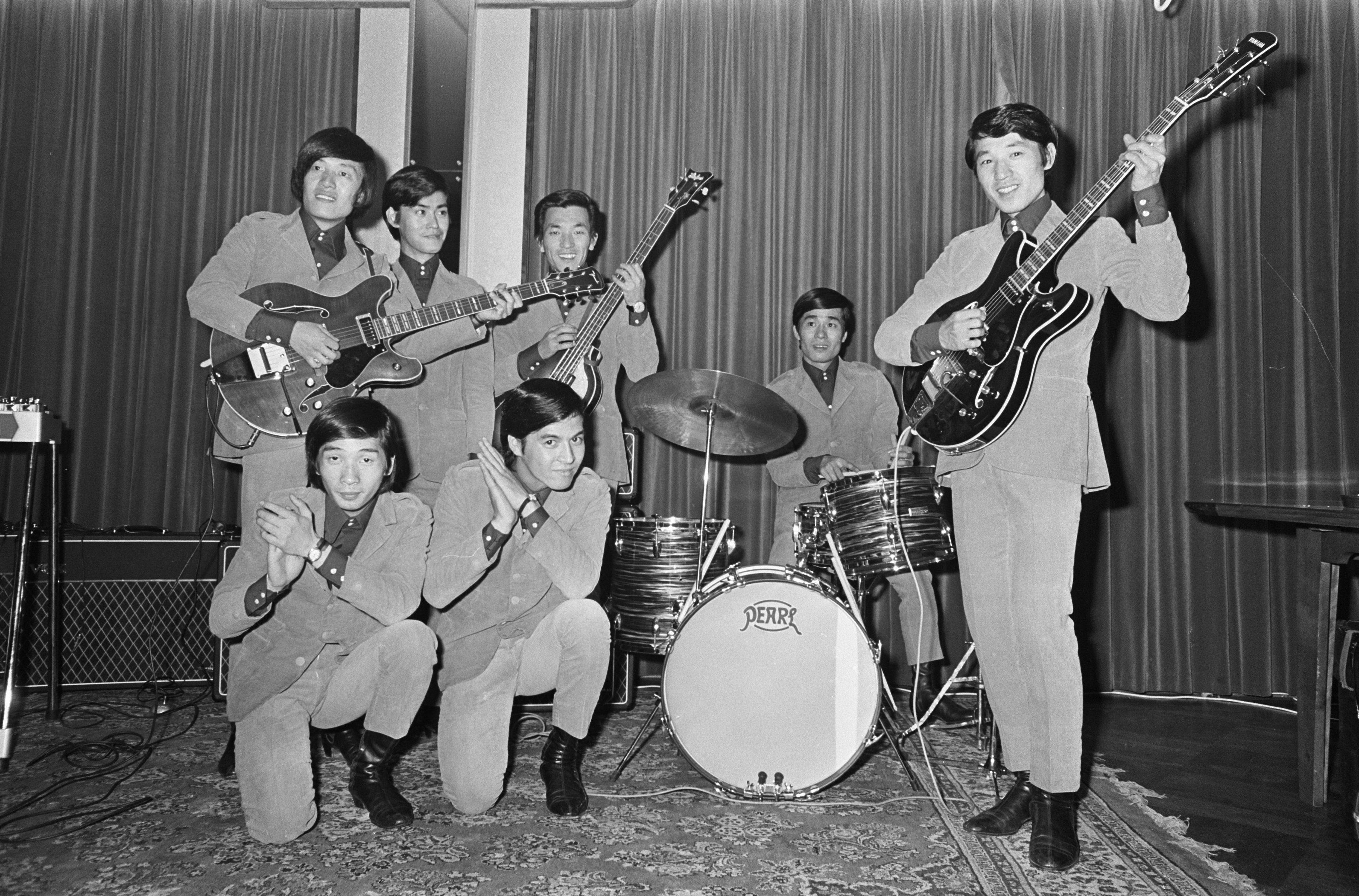
The Spiders 于1966年在荷兰的演出

20世纪50年代末，摇滚比利在日本曾短暂流行。尽管受到当局压制，其元素仍通过坂本九等歌手进入主流乐坛。
20世纪60年代，许多日本摇滚乐队受到了披头士、鲍勃·迪伦和滚石乐队等西方摇滚音乐人的影响，同时也受到阿巴拉契亚民谣、迷幻摇滚、摩德文化及其他类似风格的影响，这一现象被称为“集团之声”（Group Sounds，简称G.S.）。披头士乐队的约翰·列侬后来成为日本最受欢迎的西方音乐人之一。到20世纪60年代末，像錯誤：語言代碼「Japanese」不存在、The Tigers、The Golden Cups、The Ox、The Village Singers、The Carnabeats、The Mops 、The Jaguars、The Wild Ones和The Spiders这样的集团之声（G.S.）乐队都推出了广受欢迎的热门歌曲。在集团之声（G.S.）热潮之后，出现了几位民谣创作歌手。他们受到鲍勃·迪伦和美国民谣的影响。The Tigers 是那个时代最受欢迎的集团之声乐队。后来，The Tigers、The Tempters 和 The Spiders的一些成员组建了日本第一个超级乐团——Pyg。
70年代的“新摇滚”乐队，如Power House、Blues Creation、Murasaki、Condition Green和Bow Wow，发行了摇滚专辑。在一次访问欧洲时，看到当时崭露头角的艺术家吉米·亨德里克斯的演出后，内田裕也于1967年11月回到日本，并成立了Yuya Uchida & the Flowers，旨在将类似的音乐风格引入日本。

### 1970年代至1980年代：多样化

#### 硬摇滚和重金属

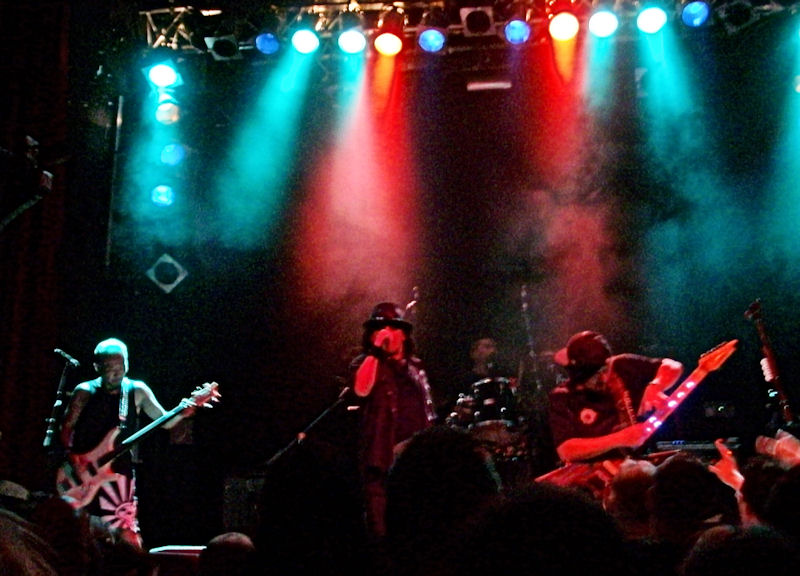
Loudness 于2010年在德国汉堡的演出

内田裕也更换了The Flowers乐队的所有成员，唯独保留了鼓手，并将乐队更名为Flower Travellin' Band。他们在1970年10月发行了专辑《Anywhere》，其中收录了重金属乐队黑色安息日（Black Sabbath）和前卫摇滚乐队King Crimson的翻唱曲目。 他们迁往加拿大，并发行了首张原创专辑《Satori》， 该专辑于1971年4月发布，现在被认为是重金属音乐的先驱之一，并且与《Kirikyogen》一起，被视为末日金属（doom metal）的开山之作。
日本的重金属乐队在1970年代末逐渐崭露头角，Bow Wow（1975年）、44 Magnum（1977年）和Earthshaker（1978年）成为了这一领域的开创者。1977年，Bow Wow为空中铁匠（Aerosmith）和接吻乐团（kiss）的日本巡演提供了支持。 他们于1982年分别在瑞士的蒙特勒爵士音乐节和英国的雷丁和利兹音乐节上演出。经过几次成员更替，乐队的音色变得更加商业化，他们更名为Vow Wow并搬迁至英国。 他们1989年的专辑《Helter Skelter》在英国专辑榜上排名第75位。
在1980年代，涌现了大量日本重金属乐队。响度乐团于1981年由前Lazy乐队成员高崎晃和Munetaka Higuchi组成。1983年，响度乐团在美国和欧洲进行巡演，并很快将重心转向国际发展。1985年，他们与Atco Records签订合约，成为首支签约美国主要唱片公司的日本金属乐队。 他们的专辑《Thunder in the East 》（1985年）、《Lightning Strikes 》（1986年）和《Hurricane Eyes》（1987年）分别在公告牌榜单（Billboard）榜单上排名第74、第64和第190位。 1988年，响度乐团将原主唱Minoru Niihara替换为美国歌手Michael Vescera，试图进一步提升他们的国际知名度，但未能成功。
响度乐团在美国的重金属乐迷中非常有名。在80年代，几乎没有乐队拥有女性成员，像全女乐队SHOE-YA（由寺田恵子主唱）和Terra Rosa（由 Kazue Akao主唱）等是少数例外。1989年9月，SHOE-YA的专辑《Outerlimits》发布，并在Oricon专辑榜上排名第3。

#### 民谣摇滚
Happy End被认为是第一支使用日语演唱的摇滚乐队。 他们的同名首张专辑（Happy End (1970 album)于1970年8月通过实验性唱片公司URC（地下唱片俱乐部）发行。 这张专辑标志着日本音乐历史上的一个重要转折点，因为它引发了后来被称为“日语摇滚论争”（日本語ロック論争）的潮流。在摇滚乐界的知名人物中，尤其是Happy End乐队成员与内田裕也之间，围绕日语全唱的日本摇滚音乐是否具有可持续性，展开了广泛且高度关注的辩论。Happy End的首张专辑以及1971年11月发行的第二张专辑《Kazemachi Roman》的成功，证明了日语摇滚音乐在日本的可持续性。
由矢沢永吉（Eikichi Yazawa）领导的Carol、RC Succession和Funny Company尤其知名，他们在塑造这一音乐风格方面起到了重要作用。一些音乐人从六十年代末期开始，虽然大多数活跃于七十年代，他们将摇滚音乐与美式民谣和流行摇滚元素相融合。像Tulip、Banban、Garo和井上阳水这样的民谣摇滚音乐人在音乐圈中非常受欢迎。

#### 电子流行和电子音乐
1970年代初期，几位日本音乐人开始尝试电子摇滚（Electronic rock）。最著名的当属国际知名的冨田勲，他在1972年发行的专辑《Electric Samurai: Switched on Rock》中，采用电子合成器演绎了当代摇滚和流行歌曲。 其他早期的电子摇滚专辑包括井上阳水的民谣摇滚和流行摇滚专辑《Ice World》（1973年）以及喜多嶋 修（Osamu Kitajima）的前卫迷幻摇滚专辑《Benzaiten》（1974年），这两张专辑都得到了细野晴臣的参与。  细野晴臣后来于1977年成立了电子流行音乐团体“黄色魔术交响乐团”（Yellow Magic Band，后改名为Yellow Magic Orchestra）。

### 1980年代至1990年代

#### 朋克与原创乐队热潮

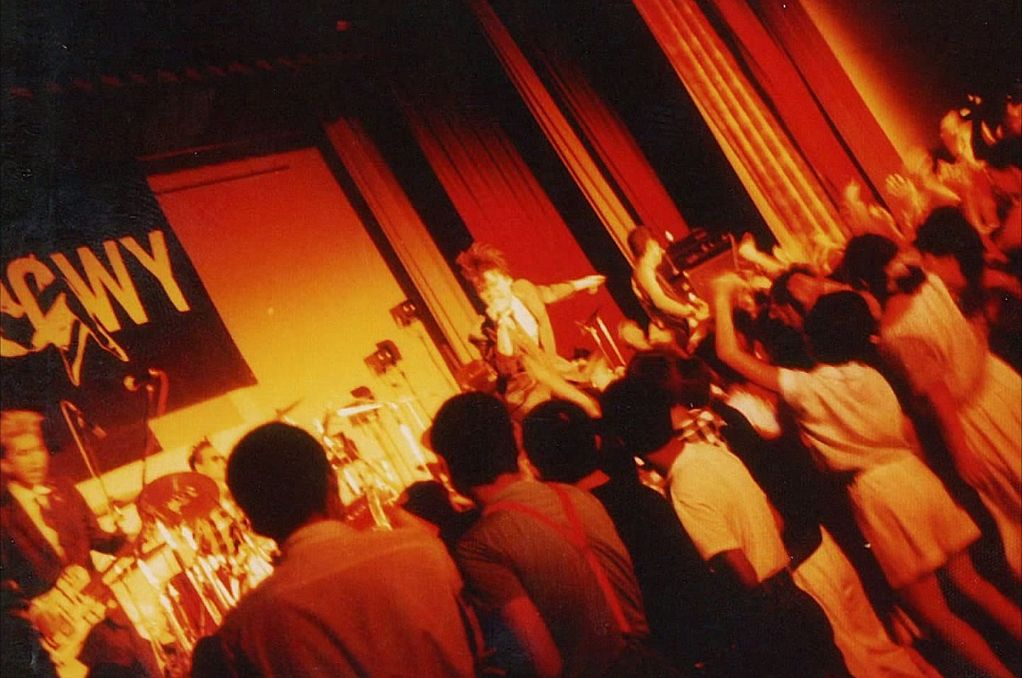
Boøwy 于1984年的演出现场

日本早期的朋克摇滚代表包括SS、The Star Club、The Stalin、Inu、Gaseneta、Bomb Factory、Lizard（由The Stranglers担任制作）以及Friction (band)（其吉他手Reck曾与Teenage Jesus and the Jerks合作，之后回到东京），还有The Blue Hearts。早期的朋克音乐场景被Sogo Ishii通过电影永久记录，他执导了1982年的电影《爆裂都市》，该片汇聚了多支朋克乐队和音乐人，并为The Stalin拍摄了音乐影片。独立音乐圈还包括众多风格多样的另类摇滚、后朋克和新浪潮艺术家，如Aburadako、P-Model、Uchoten、Auto-Mod、花火师（Buck-Tick）、Guernica (band)和Yapoos（两者均由Jun Togawa参与）、G-Schmitt、Totsuzen Danball以及Jagatara。此外，还有噪音/工业风格的乐队，如Hijokaidan和Hanatarash。
在1980年代，Boøwy等乐队引发了所谓的”乐队热潮“，推动了摇滚乐队的兴起并广受欢迎。 1980年，日本音乐人Huruoma与美国音乐家Ry Cooder合作制作了一张摇滚专辑，该专辑由冲绳乐队的核心人物喜纳昌吉主导。随后，Sandii & the Sunsetz崛起，他们进一步融合了日本和冲绳音乐元素。与此同时，另类摇滚乐队如Shonen Knife、Bloodthirsty Butchers、Boredoms和The Pillows相继成立。1991年，涅槃乐队（Nirvana）主唱科特·柯本（Kurt Cobain）在Shonen Knife于洛杉矶巡演期间承认自己是该乐队的粉丝，并随后邀请她们参加涅槃乐队的美国巡演。

#### 视觉系条目：視覺系

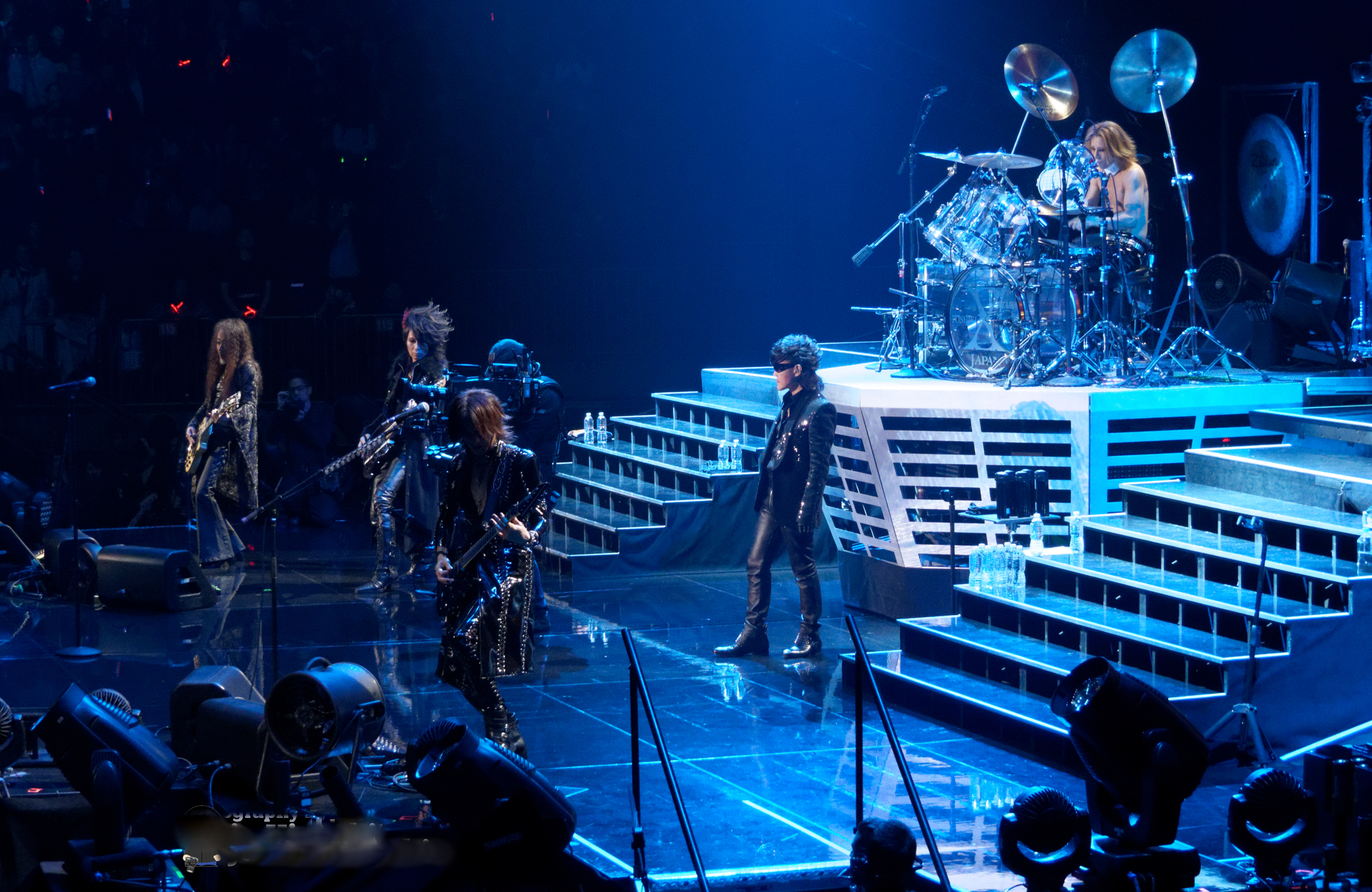
X Japan 于2014年在麦迪逊广场花园的演出现场

同样在1980年代，日本金属和摇滚乐队催生了被称为”视觉系（Visual Kei）“的音乐运动。受西方华丽摇滚（Glam Rock）和华丽金属（Glam Metal）的视觉风格影响，视觉系最早由X Japan、Dead End、花火师（Buck-Tick）、D'erlanger和Color等乐队开创。尽管这一风格起源于20世纪80年代初，但直到该年代末期，视觉系乐队才迎来真正的成功。Buck-Tick 于1988年发行的专辑《Seventh Heaven 》在Oricon排行榜上获得第3名，随后发行的《Taboo 》（1989年）和《Aku no Hana》（1990年）均登顶榜首。
1989年4月，X Japan的第二张专辑《Blue Blood》在Oricon排行榜上获得第6名，并售出712,000张。 他们的第三张专辑《Jealousy 》于1991年7月发行，不仅登顶排行榜，还成为其最畅销的专辑，销量突破100万张。 在1997年解散前，他们又发行了两张登顶排行榜的录音室专辑：《Art of Life》（1993年）和《Dahlia 》（1996年）。X Japan 于1992年与美国大西洋唱片公司（Atlantic Records）签订了唱片合约，但最终未能实现国际发行。 在 1990 年代，月之海（Luna Sea）、Glay 和彩虹乐团（ L'Arc-en-Ciel ）售出了数百万张唱片，而 Malice Mizer、La'cryma Christi和 Siam Shade 也获得了成功。

### 20 世纪 90 年代至 21 世纪：巅峰时期及后期发展
在1990年代，B'z、Mr. Children、Glay、彩虹乐团（L'Arc-en-Ciel）、南方之星（Southern All Stars）、Malice Mizer、Dir En Grey、Shazna、圣女贞德（Janne Da Arc）、夏之管（Tube）、Spitz、Wands、T-Bolan、Judy and Mary、Deen、Lindberg、Sharam Q、The Yellow Monkey、绿乐团（The Brilliant Green）和Dragon Ash等日本摇滚音乐人取得了商业上的成功。B'z 是日本最畅销的音乐组合，已确认的唱片销量超过8600万张，并且据推测其全球总销量可能已达1亿张。 该组合也是首支入驻好莱坞摇滚大道（Hollywood's RockWalk）的亚洲乐队。
在1990年代，动画歌曲逐渐成为日本最畅销的音乐类型之一。一次性流行音乐的兴起被认为与卡拉OK的流行密切相关，因此也受到消费主义的批评。The Boom的Kazufumi Miyazawa曾表示：“我讨厌那种‘买来、听完、扔掉、然后去卡拉OK唱’的心态。”此外，90年代末至2000年后的日本斯卡朋克（Ska punk）乐队包括Shakalabbits和175R等。

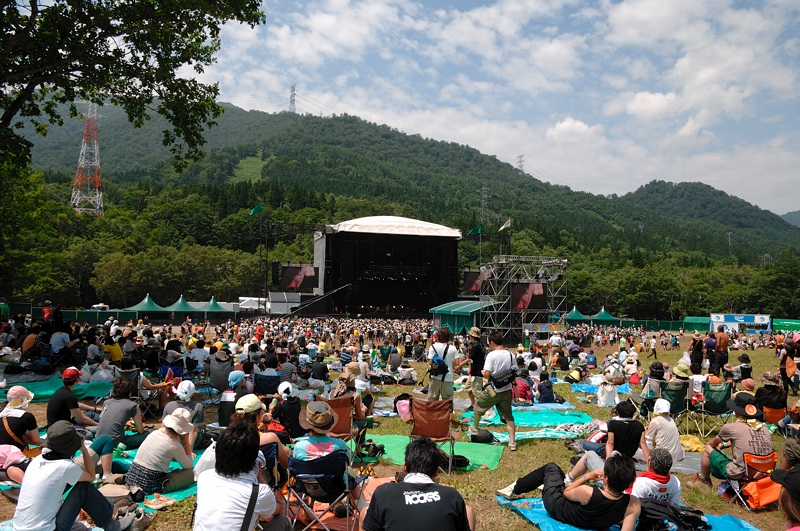
富士摇滚音乐节（Fuji Rock Festival）的绿色舞台（Green Stage）现场。

首届富士摇滚音乐节（Fuji Rock Festival）于1997年举办。次年，Supercar发行了其极具影响力的首张专辑《Three Out Change》。  Supercar 被誉为“对21世纪日本独立摇滚几乎具有奠基性的重要影响”，他们一直活跃至2005年，后期专辑融入了更多电子摇滚元素。
大约在同一时期，团团转乐团（Quruli ）和 Number Girl 等乐队开始对日本另类摇滚产生深远影响。音乐评论家伊恩·马丁（Ian Martin）指出，这些乐队与 Supercar 一同证明了“日本摇滚乐队能够在90年代与英美的另类摇滚乐队同台竞争……并且在此过程中，为日本摇滚的发展开辟了新的道路，使其能够以自身独特的方式继续演进。”
Rising Sun Rock Festival 于1999年创办，Summer Sonic和 Rock in Japan Festival 则于2000年启动。Bump of Chicken、Radwimps、亚细亚功夫世代（Asian Kung-Fu Generation）、ONE OK ROCK、橘子新乐园（Orange Range）、Uverworld、Remioromen、Sambomaster 和 Aqua Timez 等新生代乐队取得了成功。B'z、Mr. Children、Glay 和彩虹乐团（ L'Arc-en-Ciel） 等知名乐队依然稳居排行榜前列，但 B'z 和 Mr. Children 是唯一多年间始终保持高销量水准的乐队。
日本摇滚拥有活跃的地下摇滚场景，在国际上最为知名的包括噪音摇滚乐队如 Boredoms 和 Melt-Banana，以及Stoner rock乐队如 Boris。此外，另类摇滚代表包括 Shonen Knife、Pizzicato Five 和 The Pillows（因1999年《FLCL》原声带而受到国际关注）。其他知名的国际巡演独立摇滚乐队还包括 Mono 和 Nisennenmondai。
进入2000年代，女子摇滚乐队（All-female band）的数量开始增加。最早取得成功的两个乐队是 Zone 和 Chatmonchy。 原本计划成为偶像的Zone，由于制作人决定让他们演奏乐器而成为摇滚乐队，并受到好评。
来自大阪的四人组合 Scandal 成立于 2006 年，2009 年他们的首张专辑销量达 52,956 张。 后来，他们的专辑也进入了十大畅销榜。这一成功使他们享誉世界，随后多次出国巡演。[2018 年，Scandal 成立了自己的唱片公司“her”。

### 2010 年代

#### 新乐队热潮，海外知名度进一步提升

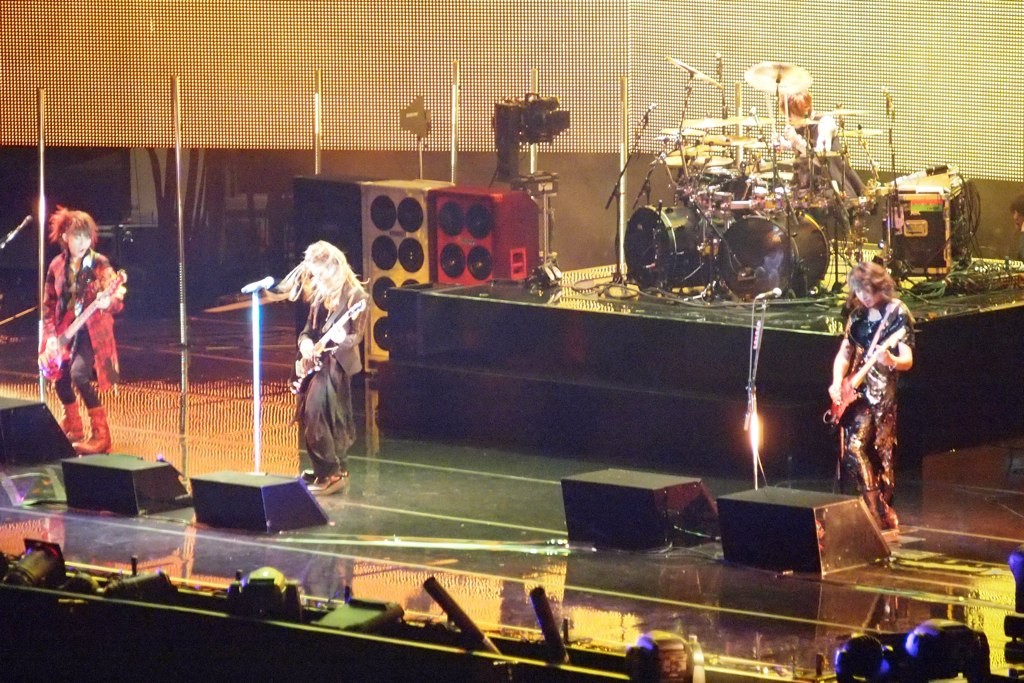
L'Arc-en-Ciel 于2012年在麦迪逊广场花园的演出现场，成为首支在该场馆担任主秀的日本艺人

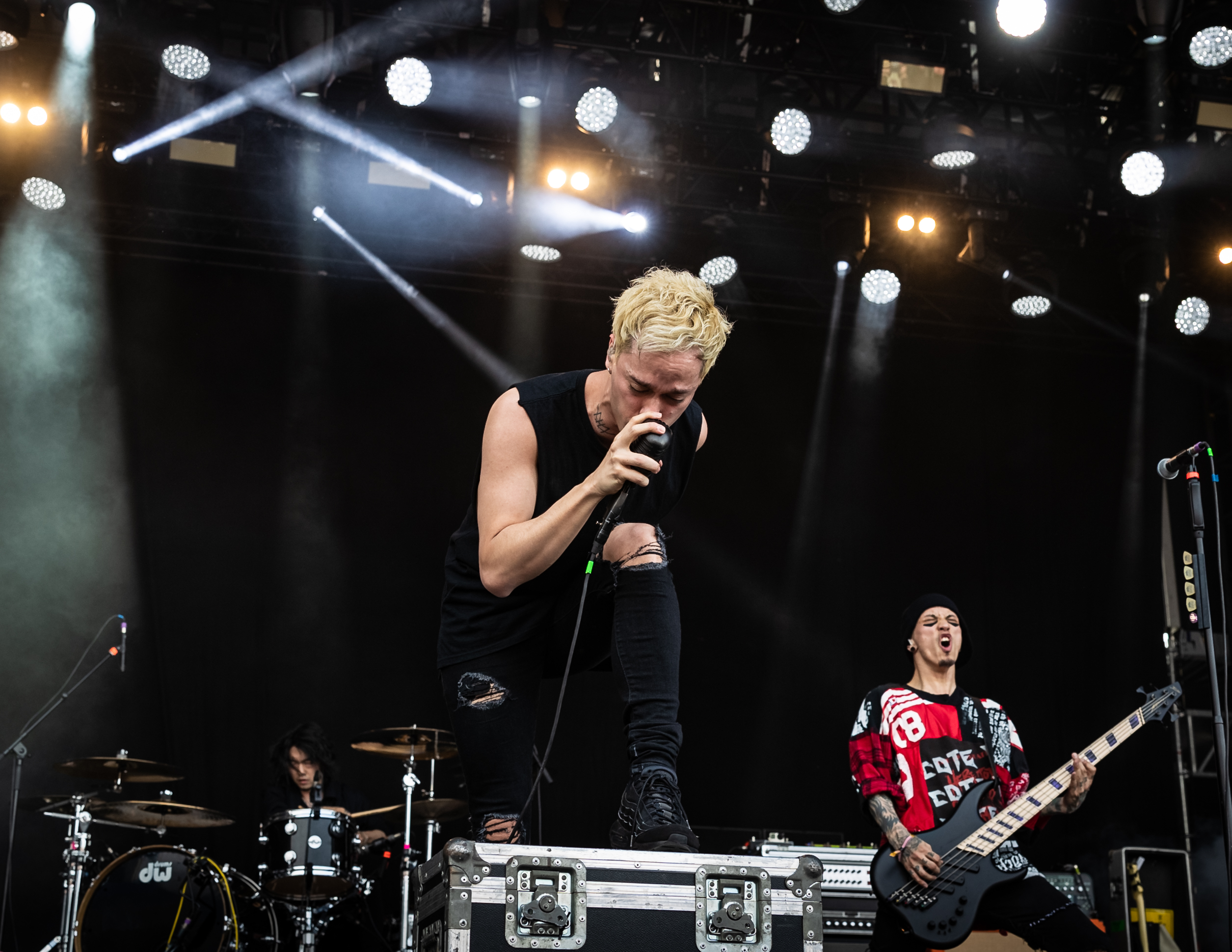
后硬核（Post-hardcore）乐队 Coldrain 于2019年的演出现场。该乐队是少数全部以英文创作并演唱歌曲的日本摇滚乐队之一

2000 年代末，越来越多的乐队在在音乐界取得重大突破之前就已经建立了强大的粉丝基础。独立乐队凡人谱（flumpool ）的首张数字单曲《Hana ni nare》销量超过一百万张。鱼韵（Sakanaction ）在日本武道馆举行了他们的第一场现场演唱会，同时他们的单曲《四处游走》（Aruku Around）和《Rookie》获得了巨大成功。Sakanaction 被认为是一种不同类型的乐队，因为他们尝试了电子音乐和合成摇滚。已成为主流的乐队还有Gesu no Kiwami Otome、Seki no Owari和Alexandros。由于独立乐队和摇滚乐队突然大量增加并与当代日本流行艺术家竞争，这场运动被媒体称为乐队热潮，并被称赞为日本音乐的一次整体变革。由于这些乐队不依赖于非常沉重的声音，而是采取更柔和、更吸引人的方式，因此对于不熟悉摇滚的流行音乐迷来说，它们更具吸引力。
2012 年和 2014 年，L'Arc-en-Ciel 和 X Japan 等老牌摇滚乐队在麦迪逊广场花园的演唱会以及美国其他大型体育场馆的演唱会门票全部售罄。截至2015年，曾在2008年创下日本艺人最成功国际巡演纪录的打击式吉他手Miyavi，已在全球三十多个国家举办了250场演出。 2016年，One OK Rock 成为首支在台湾台北小巨蛋演出的日本乐队，并在香港亚洲国际体育馆和菲律宾马尼拉亚洲购物中心体育馆等场地的演出门票全部售罄，成为该乐队在日本以外地区最大规模的演出之一，每场演出平均吸引约一万两千名观众。

#### 女子金属乐队热潮
The decade saw a "Girls Metal Band Boom", with a large number of all-female heavy metal bands forming and gaining mainstream attention. 尽管 Aldious 并不是第一个成立的乐队，但他们的首张专辑《Deep Exceed》（2010）荣登 Oricon 独立专辑榜榜首，并在主榜上排名第 15，因此被认为是这场运动的发起者。 另一支知名的女子金属乐队是 Cyntia，她们被认为是该潮流中首支与主流唱片公司签约的乐队，于2013年加入 JVC建伍胜利娱乐。
2014年，自称“可爱金属”的偶像组合Babymetal凭借YouTube网络爆红短片《给我巧克力！！》（Gimme Chocolate!!）在国际上取得了成功。她们曾在 Lady Gaga 2014年“流行艺术巡回演唱会”(ArtRave: The Artpop Ball)巡演中担任其中五场演唱会的开场表演嘉宾。 2016年，Babymetal在伦敦温布利体育馆开始世界巡演，成为第一个在该场地登台的日本乐队，他们的专辑《Metal Resistance》在英国专辑榜上排名第15位，创下了日本乐队有史以来的最高纪录。 他们还在《斯蒂芬·科拜尔晚间秀》中表演《给我巧克力！！》，首次在美国电视上亮相。
2015 年左右，Band-Maid 因其“顺从”的女仆形象与其激进的音乐形成鲜明对比而赢得了全世界的关注。 次年，他们开始了国际活动，包括与JPU唱片公司签约。
2018 年，Lovebites荣获 Metal Hammer Golden Gods Awards 最佳新乐队奖，并成为第一支在德国瓦肯音乐节上演出的日本全女子重金属乐队。